# Ібрагім Барід-шах
Ібрагім Барід-шах (д/н — 1587) — султан Бідару у 1580—1587 роках.

## Життєпис
Старший син Алі Барід-шаха I. Посів трон 1580 року. Продовжував політику останніх років свого батька, зберігаючи мир з сусідами. Тому також сприяло протистояння Ахмеднагарського і Біджапурського султанатів.
Багато уваги приділяв розвитку господарства та торгівлі. Став першим султаном, що став карбувати бідарські монети. Спочатку монетах карбував ім'я Бахмані (з одного боку), з іншого — власне ім'я і титул султан. Згодом карбував лише з власним ім'ям. Монети Ібрагіма мали напис, який містив «Султан Амір Барід Шах бані» на одній стороні монети, а на іншій стороні монети містилася легенда «бі-наср Аллах аль-гані». Іноді термін «аль-гані» пропускався.
Помер 1587 року. Поховано у власній гробниці, яку було споруджено перед гробницею Алі Барід-шаха I, з якою має схожість, але меншого розміру. Йому спадкував брат Касім Барід II.